# Robert E. Moore

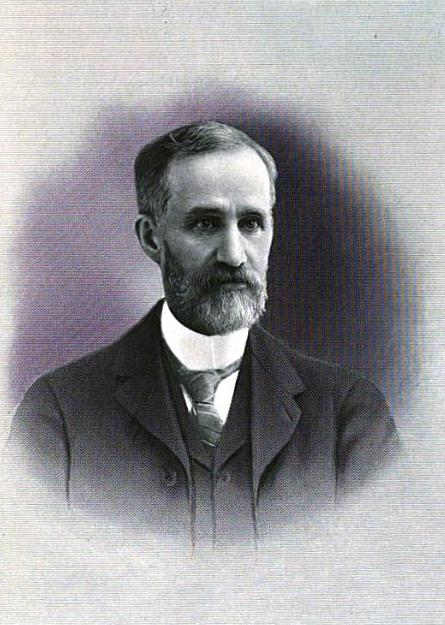
Robert E. Moore

Robert Emmett Moore (* 13. Oktober 1849 in Darwin, Clark County, Illinois; † 6. Dezember 1921 in Lincoln, Nebraska) war ein US-amerikanischer Politiker. Zwischen 1895 und 1897 war er Vizegouverneur des Bundesstaates Nebraska.

## Werdegang
Die Quellenlage über Robert Moore ist nicht sehr ergiebig. Sein Geburtsdatum wird in den Quellen unterschiedlich angegeben (13. Oktober 1849 bzw. 22. Oktober 1849). Über seine Jugend und Schulausbildung gibt es ebenso wenig Informationen wie über seinen Werdegang jenseits der Politik. Auch seine Parteizugehörigkeit wird unterschiedlich angegeben. Bei den Bürgermeistern der Stadt Lincoln wird er als Republikaner ausgewiesen, während er in den Listen der Vizegouverneure als Gemeinschaftskandidat der Demokraten und der Populist Party aufgeführt wird. Denkbar ist, dass beide Angaben stimmen und er zwischenzeitlich die Parteien wechselte.
Gesichert ist: Er lebte zumindest zeitweise in der Stadt Lincoln und war zwischen 1883 und 1885 deren Bürgermeister. 1894 wurde er an der Seite von Silas A. Holcomb zum Vizegouverneur von Nebraska gewählt. Dieses Amt bekleidete er zwischen 1895 und 1897. Dabei war er Stellvertreter des Gouverneurs und formaler Vorsitzender des damaligen Staatssenats, der späteren Nebraska Legislature. Nach seiner Zeit als Vizegouverneur ist er politisch nicht mehr in Erscheinung getreten. Robert Moore starb am 6. Dezember 1921 in Lincoln, wo er auch beigesetzt wurde.